# Lijst van werken van Donatello
Deze lijst geeft een overzicht van het werk van de 15e-eeuwse Italiaanse beeldhouwer Donatello. Alle dateringen zijn bij benadering, tenzij anders aangegeven.
| Afbeelding | Titel                                                       | Datering              | Techniek                                       | Materiaal                                      | Afmetingen h × b × d cm | Verblijfplaats                                       | Opmerkingen |
| ---------- | ----------------------------------------------------------- | --------------------- | ---------------------------------------------- | ---------------------------------------------- | ----------------------- | ---------------------------------------------------- | --- |
|            | De schepping van Eva                                        | 1405-1407 of ca. 1410 | bas-reliëf                                     | geglazuurd terracotta                          | 34,5 × 34,5             | Florence, Museo dell'Opera del Duomo                 | |
|            | Kleine profeet (Profetino)                                  | 1406-1408             | beeld                                          | marmer                                         | 128                     | Florence, Museo dell'Opera del Duomo                 | |
|            | Kruis van Santa Croce                                       | 1406-1408             | beeld                                          | gepolychromeerd hout                           | 168 × 173               | Florence, Santa Croce                                | |
|            | Maria en Kind                                               | 1406-1408             | haut-reliëf                                    | terracotta                                     | 86 (h)                  | Lucca, Museo nazionale di Villa Guinigi              | Afkomstig van een tabernakel uit Lucca                                                                                  |
|            | Maria en Kind                                               | 1406-1408             | haut-reliëf                                    | terracotta                                     |                         | Lucca, Museo nazionale di Villa Guinigi              | Afkomstig van een tabernakel uit Lucca                                                                                  |
|            | David                                                       | 1408-1409             | beeld                                          | marmer                                         | 191 (h)                 | Florence, Bargello                                   | |
|            | Johannes de evangelist                                      | 1408-1415             | beeld                                          | marmer                                         | 210 (h)                 | Florence, Museo dell'Opera del Duomo                 | |
|            | Jozua                                                       | 1410-1411             | beeld                                          | marmer                                         |                         | Florence, Museo dell'Opera del Duomo                 | Begonnen door Bernardo Ciuffagni en voltooid door Nanni di Bartolo; alleen het hoofd wordt aan Donatello toegeschreven. |
|            | Maria en Kind                                               | 1410-1420             | bas-reliëf                                     | terracotta                                     | 67,6 × 37,8 × 33,3      | Detroit, Detroit Institute of Arts                   | |
|            | Huldschinsky-Madonna                                        | 1410-1430             | haut-reliëf                                    | terracotta                                     | 90 × 75                 | Berlijn, Bode-Museum                                 | |
|            | Sint-Marcus                                                 | 1411-1413             | beeld                                          | marmer                                         | 236 (h)                 | Florence, Orsanmichele                               | Het beeld aan de buitengevel is een kopie.                                                                              |
|            | Sint-Joris                                                  | 1415-1417             | beeld                                          | marmer                                         | 209 (h)                 | Florence, Bargello                                   | Het beeld aan de buitengevel van de Orsanmichele, de plaats waarvoor het oorspronkelijk bestemd was, is een kopie.      |
|            | Sint-Joris bevrijdt de prinses                              | 1416-1417             | bas-reliëf                                     | marmer                                         | 129 × 39                | Florence, Bargello                                   | Aan de gevel van de Orsanmichele bevindt zich een kopie in marmer                                                       |
|            | Maria en Kind                                               | 1415-1420             | beeld                                          | gepolychromeerd terracotta                     | 114 × 34                | Citerna, Chiesa di San Francesco                     | |
|            | Peinzende profeet met baard                                 | 1415-1420             | beeld                                          | marmer                                         | 193 (h)                 | Florence, Museo dell'Opera del Duomo                 | Behoort tot de reeks profeten voor de Campanile van Giotto                                                              |
|            | Profeet zonder baard                                        | 1415-1436             | beeld                                          | marmer                                         | 190                     | Florence, Museo dell'Opera del Duomo                 | Behoort tot de reeks profeten voor de Campanile van Giotto                                                              |
|            | Het offer van Isaak                                         | 1421                  | beeld                                          | marmer                                         | 188                     | Florence, Museo dell'Opera del Duomo                 | Behoort tot de reeks profeten voor de Campanile van Giotto; uitgevoerd met Nanni di Bartolo                             |
|            | Habakuk of Zuccone                                          | 1423-1426             | beeld                                          | marmer                                         | 195                     | Florence, Museo dell'Opera del Duomo                 | Behoort tot de reeks profeten voor de Campanile van Giotto                                                              |
|            | Jeremia                                                     | 1425/27-1436          | beeld                                          | marmer                                         | 191                     | Florence, Museo dell'Opera del Duomo                 | Behoort tot de reeks profeten voor de Campanile van Giotto                                                              |
|            | Marzocco                                                    | 1419-1420             | beeld                                          | pietro serena (zandsteen)                      | 135,5 (h)               | Florence, Bargello                                   | De foto toont de kopie van het beeld van Donatello op de Piazza della Signoria in Florence                              |
|            | Madonna della Mela                                          | 1420-1425             | beeld                                          | terracotta                                     | 90 × 64                 | Florence, Museo Bardini                              | Ook toegeschreven aan Luca della Robbia                                                                                 |
|            | De heilige Lodewijk van Toulouse                            | 1421-1425             | beeld                                          | verguld brons                                  | 266 (h)                 | Florence, Museo dell'Opera di Santa Croce            | |
|            | Graftombe van tegenpaus Johannes XXIII                      | 1422-1428             | architectonisch complex met beelden            | gepolychromeerd marmer en verguld brons        | 195 (h)                 | Florence, Baptisterium                               | |
|            | Het banket van Herodes                                      | 1423-1427             | bas-reliëf                                     | verguld brons                                  | 60 × 60                 | Siena, Battistero di San Giovanni                    | |
|            | Dansende putto                                              | 1423                  | beeld                                          | brons                                          | 37,8                    | Florence, Bargello                                   | Toegeschreven |
|            | Reliekhouder van San Rossore                                | 1424-1427             | beeld                                          | verguld brons                                  | 56 × 60,5               | Pisa, Museo nazionale di San Matteo                  | |
|            | De doop van Christus                                        | na 1425               | bas-reliëf                                     | marmer                                         | 63,5 × 40,5             | Arezzo, Kathedraal van Arezzo (doopvont)             | |
|            | Madonna Pazzi                                               | 1425-1430             | bas-reliëf                                     | marmer                                         | 74,5x69,5               | Berlijn, Bode-Museum                                 | |
|            | Grafsteen van Giovanni Pecci                                | na 1426               | bas-reliëf                                     | brons                                          | 247 × 88                | Siena, Kathedraal van Siena                          | |
|            | Doopvont: Het Geloof                                        | 1427-1429             | beeld                                          | verguld brons                                  | 52                      | Siena, Battistero di San Giovanni                    | |
|            | Doopvont: De Hoop                                           | 1427-1429             | beeld                                          | verguld brons                                  | 52                      | Siena, Battistero di San Giovanni                    | |
|            | Doopvont: Dansende putto                                    | 1427-1429             | beeld                                          | brons                                          | 36                      | Siena, Battistero di San Giovanni                    | |
|            | Doopvont: Putto met trompet                                 | 1427-1429             | beeld                                          | brons                                          | 36                      | Siena, Battistero di San Giovanni                    | |
|            | Putto met tamboerijn                                        | 1429                  | beeld                                          | brons                                          | 36 (h)                  | Berlijn, Bode-Museum                                 | Afkomstig van het doopvont in het baptisterium van Siena                                                                |
|            | Graf van kardinaal Rainaldo Brancaccio                      | 1426-1428             | architectonisch complex met beelden            | marmer                                         |                         | Napels, Sant'Angelo a Nilo                           | uitgevoerd door Donatello en Michelozzo                                                                                 |
|            | Maria-Hemelvaart                                            | 1427-1428             | bas-reliëf                                     | marmer                                         | 53,5 × 78               | Napels, Sant'Angelo a Nilo                           | onderdeel van de Brancacci-tombe                                                                                        |
|            | De hemelvaart met Christus die de sleutels aan Petrus geeft | 1428-1432             | bas-reliëf                                     | marmer                                         | 41 × 114,5              | Londen, Victoria and Albert Museum                   | |
|            | Madonna van de nederigheid (Madonna delle Nuvole)           | 1430-1440             | bas-reliëf                                     | marmer                                         | 33,5 × 32,2             | Boston, Museum of Fine Arts                          | |
|            | Ciborium                                                    | 1432-1433             | bas-reliëf                                     | marmer                                         | 228 × 125,4             | Rome, Sint-Pietersbasiliek (Museo del Tesoro)        | |
|            | Grafsteen van Giovanni Crivelli                             | 1432-1433             | bas-reliëf                                     | marmer                                         | 213                     | Rome, Santa Maria in Aracoeli                        | |
|            | Madonna met twee kronen en cherubijnen                      | 1432-1433             | bas-reliëf                                     | marmer                                         |                         | Rome, collezione privata                             | |
|            | Cantoria                                                    | 1433-1439             | haut-reliëf                                    | marmer                                         | 348 × 570 × 98          | Florence, Museo dell'Opera del Duomo                 | Afkomstig uit de kathedraal van Florence                                                                                |
|            | De kroning van de Maagd                                     | 1434-1437             | gebrandschilderd raam (ontwerp)                |                                                | 380 (diam.)             | Florence, Kathedraal van Florence                    | |
|            | Reliëfs van de kansel van de kathedraal van Prato           | 1434-1438             | bas-reliëf                                     | marmer e mosaico                               | 73,5 (h del parapetto)  | Florence, Museo dell'Opera del Duomo                 | Afkomstig van de gevel van de kathedraal van Prato                                                                      |
|            | Madonna dei Cordai                                          | 1433-1435             | bas-reliëf                                     | gepolychromeerd pleister (stucco)              | 93 × 78                 | Florence, Museo Bardini                              | |
|            | Annunciatie van Cavalcanti                                  | 1435                  | haut-reliëf                                    | pietra serena (soort zandsteen) met verguldsel | 420 × 274               | Florence, Santa Croce                                | |
|            | Twee putti                                                  | 1436-1438             | beeld                                          | brons                                          | 57,5 en 67,5 (h)        | Parijs, Musée Jacquemart-André                       | Attr. |
|            | Het banket van Herodes                                      | 1435-1436             | bas-reliëf                                     | marmer                                         | 50 × 71,5               | Lille, Palais des Beaux-Arts de Lille                | |
|            | De hemelvaart van de evangelist Johannes                    | 1437-1443             | bas-reliëf                                     | gepolychromeerd pleister (stucco)              | 215 (diam.)             | Florence, San Lorenzo (Oude sacristie)               | |
|            | De opstanding van Drusiana                                  | 1437-1443             | bas-reliëf                                     | gepolychromeerd pleister (stucco)              | 215 (diam.)             | Florence, San Lorenzo (Oude sacristie)               | |
|            | Het martelaarschap van de evangelist Johannes               | 1437-1443             | bas-reliëf                                     | gepolychromeerd pleister (stucco)              | 215 (diam.)             | Florence, San Lorenzo (Oude sacristie)               | |
|            | Johannes op Patmos                                          | 1437-1443             | bas-reliëf                                     | gepolychromeerd pleister (stucco)              | 215 (diam.)             | Florence, San Lorenzo (Oude sacristie)               | |
|            | Tondo van de evangelist Johannes                            | 1437-1443             | bas-reliëf                                     | gepolychromeerd pleister (stucco)              | 215 (diam.)             | Florence, San Lorenzo (Oude sacristie)               | |
|            | Tondo van de evangelist Lucas                               | 1437-1443             | bas-reliëf                                     | gepolychromeerd pleister (stucco)              | 215 (diam.)             | Florence, San Lorenzo (Oude sacristie)               | |
|            | Tondo van de evangelist Marcus                              | 1437-1443             | bas-reliëf                                     | gepolychromeerd pleister (stucco)              | 215 (diam.)             | Florence, San Lorenzo (Oude sacristie)               | |
|            | Tondo van de evangelist Matteüs                             | 1437-1443             | bas-reliëf                                     | gepolychromeerd pleister (stucco)              | 215 (diam.)             | Florence, San Lorenzo (Oude sacristie)               | |
|            | De heilige Stefanus en Laurentius                           | 1437-1443             | bas-reliëf                                     | gepolychromeerd pleister (stucco)              | 215 × 180               | Florence, San Lorenzo (Oude sacristie)               | |
|            | De heiligen Cosmas en Damianus                              | 1437-1443             | bas-reliëf                                     | gepolychromeerd pleister (stucco)              | 215 × 180               | Florence, San Lorenzo (Oude sacristie)               | |
|            | Johannes de Doper                                           | 1438 (gedateerd)      | beeld                                          | gepolychromeerd hout                           | 141                     | Venetië, Basilica di Santa Maria Gloriosa dei Frari  | |
|            | Madonna met Kind en vier engelen                            | 1440                  | bas-reliëf                                     | terracotta                                     | 102 × 72                | Berlijn, Bode-Museum                                 | |
|            | Deur van de martelaren                                      | 1440-1443             | bas-reliëf                                     | brons                                          | 235 × 109               | Florence, San Lorenzo (Oude sacristie)               | |
|            | Deur van de apostelen                                       | 1440-1443             | bas-reliëf                                     | brons                                          | 235 × 109               | Florence, San Lorenzo (Oude sacristie)               | |
|            | Amorino Attis                                               | 1440                  | beeld                                          | brons met sporen van verguldsel                | 104                     | Florence, Bargello                                   | |
|            | Madonna met Kind                                            | 1440                  | bas-reliëf                                     | gepolychromeerd terracotta                     | 102 × 74                | Parijs, Louvre                                       | |
|            | Madonna Piot                                                | 1440                  | bas-reliëf                                     | gepolychromeerd terracotta                     | 74                      | Parijs, Louvre                                       | |
|            | David                                                       | ca. 1440-1450 ?       | beeld                                          | brons                                          | 158                     | Florence, Bargello                                   | |
|            | San Giovannino Martelli                                     | 1442                  | beeld                                          | gepolychromeerd hout                           | 141                     | Florence, Bargello                                   | |
|            | La Piagnona                                                 |                       | klok                                           | brons                                          |                         | Florence, Museo di San Marco                         | |
|            | Hoofdaltaar van de Basilica di Sant'Antonio                 | 1447-1450             | architectonisch complex met beelden en reliëfs | brons                                          |                         | Padua, Basilica di Sant'Antonio                      | Het huidige altaar is een hypothetische reconstructie uit 1895.                                                         |
|            | Hoofdaltaar van de Basilica di Sant'Antonio: Kruisbeeld     | 1444-1449             | beeld                                          | brons                                          | 180 × 166               | Padua, Basilica di Sant'Antonio                      | |
|            | Madonna van Padua                                           | 1447-1450             | beeld                                          | brons                                          | 159                     | Padua, Basilica di Sant'Antonio                      | Onderdeel van het hoofdaltaar                                                                                           |
|            | De heilige Franciscus                                       | 1447-1450             | beeld                                          | brons                                          | 147                     | Padua, Basilica di Sant'Antonio                      | Onderdeel van het hoofdaltaar                                                                                           |
|            | De heilige Justina van Padua                                | 1447-1450             | beeld                                          | brons                                          | 154                     | Padua, Basilica di Sant'Antonio                      | Onderdeel van het hoofdaltaar                                                                                           |
|            | De heilige Antonius van Padua                               | 1447-1450             | beeld                                          | brons                                          | 145                     | Padua, Basilica di Sant'Antonio                      | Onderdeel van het hoofdaltaar                                                                                           |
|            | De heilige Daniël van Padua                                 | 1447-1450             | beeld                                          | brons                                          | 153                     | Padua, Basilica di Sant'Antonio                      | Onderdeel van het hoofdaltaar                                                                                           |
|            | De heilige Ludovicus van Toulouse                           | 1447-1450             | beeld                                          | brons                                          | 164                     | Padua, Basilica di Sant'Antonio                      | Onderdeel van het hoofdaltaar                                                                                           |
|            | De heilige Prosdocimus van Padua                            | 1447-1450             | beeld                                          | brons                                          | 163                     | Padua, Basilica di Sant'Antonio                      | Onderdeel van het hoofdaltaar                                                                                           |
|            | Twaalf reliëfs met putti                                    | 1447-1450             | bas-reliëf                                     | brons                                          | 58 × 21                 | Padua, Basilica di Sant'Antonio                      | Onderdeel van het hoofdaltaar                                                                                           |
|            | Dode Christus met engelen                                   | 1447-1450             | bas-reliëf                                     | brons                                          | 58 × 56                 | Padua, Basilica di Sant'Antonio                      | Onderdeel van het hoofdaltaar                                                                                           |
|            | De graflegging van Christus                                 | 1447-1450             | bas-reliëf                                     | brons                                          | 138 × 188               | Padua, Basilica di Sant'Antonio                      | Onderdeel van het hoofdaltaar                                                                                           |
|            | Het wonder van de ezelin                                    | 1447-1450             | bas-reliëf                                     | brons met verguldsel                           | 57 × 123                | Padua, Basilica di Sant'Antonio                      | Onderdeel van het hoofdaltaar                                                                                           |
|            | Het wonder van de sprekende zuigeling                       | 1447-1450             | bas-reliëf                                     | brons met verguldsel                           | 57 × 123                | Padua, Basilica di Sant'Antonio                      | Onderdeel van het hoofdaltaar                                                                                           |
|            | Het wonder van de berouwvolle zoon                          | 1447-1450             | bas-reliëf                                     | brons met verguldsel                           | 57 × 123                | Padua, Basilica di Sant'Antonio                      | Onderdeel van het hoofdaltaar                                                                                           |
|            | Het wonder van het hart van de vrek                         | 1447-1450             | bas-reliëf                                     | brons met verguldsel                           | 57 × 123                | Padua, Basilica di Sant'Antonio                      | Onderdeel van het hoofdaltaar                                                                                           |
|            | Symbool van de evangelist Lucas                             | 1447-1450             | bas-reliëf                                     | brons                                          | 59,8 × 59,8             | Padua, Basilica di Sant'Antonio                      | Onderdeel van het hoofdaltaar                                                                                           |
|            | Symbool van de evangelist Marcus                            | 1447-1450             | bas-reliëf                                     | brons                                          | 59,8 × 59,8             | Padua, Basilica di Sant'Antonio                      | Onderdeel van het hoofdaltaar                                                                                           |
|            | Symbool van de evangelist Johannes                          | 1447-1450             | bas-reliëf                                     | brons                                          | 59,8 × 59,8             | Padua, Basilica di Sant'Antonio                      | Onderdeel van het hoofdaltaar                                                                                           |
|            | Symbool van de evangelist Matteüs                           | 1447-1450             | bas-reliëf                                     | brons                                          | 59,8 × 59,8             | Padua, Basilica di Sant'Antonio                      | Onderdeel van het hoofdaltaar                                                                                           |
|            | De heilige Maximus van Padua                                | 1443-1453             | bas-reliëf                                     | marmer                                         | 187x30                  | Florence, Museo del Cenacolo di Santo Spirito        | Toegeschreven |
|            | De heilige Prosdocimus van Padua                            | 1443-1453             | bas-reliëf                                     | marmer                                         | 187 × 30                | Florence, Museo del Cenacolo di Santo Spirito        | Toegeschreven |
|            | Ruiterstandbeeld van Gattamelata                            | 1446-1453             | beeld                                          | brons                                          | 340 × 390               | Padua, piazza del Santo                              | |
|            | Maria Magdalena                                             | 1453-1455             | beeld                                          | hout met sporen van polychromie                | 188 (h)                 | Florence, Museo dell'Opera del Duomo                 | |
|            | Judith en Holofernes                                        | 1453-1457             | beeld                                          | brons                                          | 236                     | Florence, Palazzo Vecchio                            | Voorheen op de Piazza della Signoria, waar het oorspronkelijke beeld is vervangen door een kopie.                       |
|            | Kruisiging                                                  | 1455                  | bas-reliëf                                     | brons met verguldsel                           | 97 × 73                 | Florence, Bargello                                   | Toeschrijving onzeker                                                                                                   |
|            | Graftombe van de familie Martelli                           | 1455                  | sarcofaag                                      | marmer                                         | 90 × 203                | Florence, San Lorenzo                                | |
|            | Johannes de Doper                                           | 1455-1457             | beeld                                          | brons                                          | 181 (h)                 | Siena, Kathedraal van Siena                          | |
|            | Madonna Chellini                                            | 1456                  | bas-reliëf                                     | brons met resten van verguldsel                | 28,50                   | Londen, Victoria and Albert Museum                   | |
|            | Testa Carafa                                                | 1456-1458             | beeld                                          | brons                                          | 175 (h)                 | Napels, Museo Archeologico Nazionale di Napoli       | |
|            | Madonna del Perdono                                         | 1457-1459             | bas-reliëf                                     | marmer, ingelegd met donkerblauw glas          | 91 × 88,2               | Siena, Museo dell'Opera del Duomo                    | |
|            | Het bloed van Christus                                      | 1457-1459             | bas-reliëf                                     | marmeren lunet                                 | 39,8 × 67               | Torrita di Siena, chiesa delle Sante Flora e Lucilla | Toeschrijving onzeker                                                                                                   |
|            | De bewening van Christus                                    | 1460                  | bas-reliëf                                     | brons                                          | 33,50 × 41,50           | Londen, Victoria and Albert Museum                   | Toeschrijving onzeker                                                                                                   |
|            | Kansel van de herrijzenis                                   | na 1460               | haut-reliëf                                    | brons                                          | 137 × 280               | Florence, San Lorenzo                                | |
|            | Kansel van de passie                                        | na 1460               | haut-reliëf                                    | brons                                          | 137 × 280               | Florence, San Lorenzo                                | |

## Verantwoording
- Dit artikel of een eerdere versie ervan is een (gedeeltelijke) vertaling van het artikel Opere di Donatello op de Italiaanstalige Wikipedia, dat onder de licentie Creative Commons Naamsvermelding/Gelijk delen valt. Zie de bewerkingsgeschiedenis aldaar.